# Chhangchhangdi
Chhangchhangdi – gaun wikas samiti w zachodniej części Nepalu w strefie Gandaki w dystrykcie Syangja. Według nepalskiego spisu powszechnego z 2001 roku liczył on 658 gospodarstw domowych i 3321 mieszkańców (1795 kobiet i 1526 mężczyzn).